# Vikingarnas sista resa
Vikingarnas sista resa är en svensk dokumentärserie från 2020. Serien är regisserad av James Velasquez. Velasquez har även skrivit manus tillsammans med Hans Jörnlind. Första säsongen består av fyra avsnitt.
Den svenska premiären är planerad till den 12 april 2020 på Viaplay.

## Handling
Serien ger en något annorlunda bild om vikingarna än den som brukar visas. Serien ger en djupare inblick i vilka vikingarna var och hur de påverkade världen. Pernilla August är berättarröst.

## Rollista (i urval)
- Pernilla August - beträttarröst
- Brian Kearns - konverterad kristen
- Clodagh Moriarty - drottning Matilda
- Dmitry Vinokurov - Halvdan
- Brian Matthews Murphy - Vilhelm Erövraren